# Mordercy są wśród nas
Mordercy są wśród nas (niem. Die Mörder sind unter uns) – niemiecki dramat filmowy z 1946 roku w reżyserii Wolfganga Staudtego. 
Pierwszy film fabularny wyprodukowany w Niemczech po II wojnie światowej, zrealizowany w latach 1945–1946 w okupowanym Berlinie. Jednocześnie był to pierwszy obraz odnoszący się do powojennego gatunku Trümmerfilm (filmy ruin i zgliszcz).

## Fabuła
Akcja filmu rozgrywa się tuż po kapitulacji Niemiec w II wojnie światowej. Pijany lekarz Hans Mertens (Wilhelm Borchert) włóczy się ulicami zniszczonego Berlina. Męczą go wspomnienia okrucieństw wojny, wzbudzające w nim awersję do widoku ludzkiego bólu, co uniemożliwia mu zajmowanie się medycyną. Zamiast tego spędza swoje dni pijąc. Ilustratorka Susanne Wallner (Hildegard Knef), która przeżyła obóz koncentracyjny, wraca do Berlina i odkrywa, że jej mieszkanie jest obecnie zajęte przez Mertensa. Na początku niechętnie zamieszkują w nim razem, ale stopniowo rodzi się pomiędzy nimi przyjaźń.
Susanne znajduje na podłodze list zaadresowany do pewnej pani Brückner i wypytuje Mertensa o niego, czym doprowadza go do furii. Mertens próbuje wrócić do pracy w szpitalu, ale widok krzyczącej kobiety wywołuje w nim falę bolesnych, gorączkowych wspomnień. W międzyczasie Susanne odwiedza rodzinę Brücknerów i spotyka Ferdinanda Brücknera, którego rzekomy list pośmiertny chciała dostarczyć jego żonie. Po spotkaniu informuje Mertensa o tym, że Brückner żyje i ma się dobrze.
Mertens odwiedza Brücknera, który był jego kapitanem w czasie wojny, i zostaje na kolację. Brückner prowadzi obecnie dochodowe przedsiębiorstwo produkujące naczynia ze starych Stahlhelmów, niemieckich hełmów stalowych. Po kolacji Brückner zwraca Mertensowi pistolet, który Mertens dał mu w trakcie wojny. Mertens znowu oddaje się wspomnieniom i wraca do domu pijany.
Wkrótce Mertens postanawia zabić Brücknera. Pod pretekstem wyjścia do baru prowadzi go w gąszcz zniszczonych budynków, którędy rzekomo ma wieść najkrótsza droga. W pewnym momencie, myśląc, że w pobliżu już nikogo więcej nie ma, wyciąga pistolet. W tej samej chwili z jednego z budynków wybiega kobieta poszukująca lekarza dla swojej córki, która godzinę wcześniej zaczęła się dusić. Brückner tłumaczy, że Mertens jest w stanie jej pomóc, i tamten niechętnie wchodzi z kobietą do domu, podczas gdy Brückner udaje się do baru. Mertens ratuje dziecko, wykonując tracheotomię. Po zabiegu wraca do domu i wyznaje Susanne swoją miłość.
Następuje przeskok w czasie do okresu wigilijnego. Susanne i Mertens nadal mieszkają razem, a Mertens powrócił do zawodu chirurga.
Mertens informuje Susanne, że ma pewną sprawę do załatwienia. Przychodzi do fabryki Brücknera, gdzie tamten wraz z robotnikami śpiewa bożonarodzeniowe kolędy. Mertens przypomina sobie, jak Brückner kazał zamordować ponad stu polskich cywili w Wigilię 1942 roku, wśród nich wiele kobiet i dzieci. Podejmuje kolejną próbę zabicia Brücknera, lecz Susanne zatrzymuje go w ostatniej chwili. Zamiast zabić Brücknera oddają go w ręce sprawiedliwości.

## Zdjęcia
Aby uzyskać zgodę na zdjęcia, Staudte rozmawiał z brytyjskimi, francuskimi i amerykańskimi producentami, ale wszędzie mu odmawiano z powodu politycznej natury filmu. Rosjanie z kolei zaakceptowali scenariusz pod warunkiem wprowadzenia innego zakończenia.
Pierwotnie film miał być zatytułowany Der Mann den ich töten werde (Człowiek, którego zabiję), a zabicie Brücknera miało się powieść. Scenariusz i tytuł zostały jednak zmienione, ponieważ Sowieci obawiali się, że mogłoby to zostać odebrane jako zachęcanie do samosądów. Ostatecznie wybrany tytuł nawiązuje do oryginalnie planowanego tytułu klasycznego dzieła Fritza Langa M – Morderca (1931) – Mörder unter uns (Mordercy wśród nas).

## Denazyfikacja
W okresie powojennym celem zarówno amerykańskiej, jak i radzieckiej władzy była reedukacja publiczności niemieckiej. Dla Amerykanów oznaczało to eksportowanie amerykańskiej kinematografii do zachodnich Niemiec. Sowieci wiązali ten plan z założeniem wytwórni DEFA, wierząc, że kinematografia może być narzędziem edukacji publiczności. Celem filmu Mordercy są wśród nas miało być zachęcenie odbiorców do wskazywania odpowiedzialnych za okrucieństwa wojny. Bułgarski reżyser Angel Wagenstein wyznał, że dla niego Staudte „był pierwszym ambasadorem, który przywrócił nam swoim filmem wiarę w zdolność narodu do autorefleksji; do spojrzenia w lustro i przyznania się do własnej winy; do wyznania, do którego niewiele narodów byłoby zdolnych”.
Imię Wilhelma Borcherta zostało usunięte z materiałów promocyjnych filmu, ponieważ został on oskarżony i zatrzymany w związku z podejrzeniem o kłamstwo podczas wypełniania dokumentów związanych z denazyfikacją. Później w artykule opublikowanym w „Neue Zeit” w 1947 pojawiła się wzmianka o jego uniewinnieniu.
W filmie tym Staudte musiał się zmierzyć nie tylko z przeszłością Niemiec, ale także ze swoją własną, jako że wcześniej wystąpił w filmie Żyd Süss (1940) Veita Harlana, stanowiącym najjaskrawszy przykład nazistowskiej propagandy filmowej.

## Odbiór
Film Mordercy są wśród nas został wyświetlony po raz pierwszy 15 października 1946 w berlińskim Admiralspalast, będącym wówczas siedzibą Staatsoper Unter den Linden w radzieckiej strefie okupacyjnej. Ogółem zostało sprzedanych 6,468,921 biletów na pokaz filmu. Większość recenzji była pochlebna, choć niektórzy krytykowali fakt, że wszystkie postacie ukazują się w nowoczesnych i modnych ubraniach, co nie odzwierciedlało rzeczywistych warunków życia w Berlinie tuż po zakończeniu wojny.
Debiut telewizyjny w NRD miał miejsce 1 listopada 1955, zaś w RFN – 18 listopada 1971.